# Artem Semenenko
Artem Andrijovyč Semenenko (in ucraino Артем Андрійович Семененко?; Kiev, 2 settembre 1988) è un ex calciatore ucraino, di ruolo centrocampista.

## Carriera
Ha giocato nella massima serie dei campionati ucraino e rumeno.